# Équipe de France masculine de basket-ball à trois des 18 ans et moins
Actualités
L'Équipe de France de basket-ball à trois des 18 ans et moins est la sélection des meilleurs joueurs français de 18 ans et moins en basket-ball à trois.

## Sélection 2017
En août 2017, les Bleuets ont remporté le bronze du tournoi de Szolnok en Hongrie qualificatif pour le championnat d'Europe qui se tiendra du 1er au 3 septembre en Hongrie à Debrecen. Dylan Affo Mama, Thomas Pottier, Quentin Ruel et Johan Radriamananjara ont été battus en demi-finale par les futurs champions, Israël.
Samedi 5 août  :
- Garçons : France - Géorgie : 21-9 ;
- Garçons : France - Estonie : 13-14 ;

Dimanche 6 août : 
- Garçons - Quart de finale : Pays-Bas - France : 12-18 ;
- Garçons - Demi-finale : France - Israël : 16-21 ;

À Debrecen, les Français remportent la médaille de bronze du championnat d'Europe. Battus sur un tir à la dernière seconde par les Pays-Bas en demi-finales, ils accrochent la troisième place face à l'Espagne sur le score de 21 à 8. Thomas Pottier est élu dans le meilleur trois du tournoi.
Phases de poules
- France - Israël : 17-13
- France - Ukraine : 21-15

Quarts de finale
- France - Italie : 15-10

Demi-finale
- France - Pays-Bas : 18-20

Match pour la 3e place
- France - Espagne : 21-8